# Interno raseljene osobe
Interno raseljene osobe (eng. Internally Displaced Persons, ili IDP) je naziv kojim UNHCR naziva one raseljene osobe koje su ostale u matičnim zemljama. Interno raseljene osobe utočište nisu tražile utočište u inozemstvu te nisu prešle međunarodnu granicu svoje države.
Unatoč motivima odlaska, pravno su pod pod zaštitom svoje države. Prema međunarodnom pravu ljudskih prava i međunarodnom humanitarnom pravu kao građani svoje države zadržavaju sva svoja prava i zaštitu. Motivi odlaska (raseljenosti) mogu biti slični kao i izbjeglički: oružani sukob, opće nasilje, kršenja ljudskih prava i ostali. Republika Hrvatska je tijekom Domovinskog rata pružila zaštitu za više od pola milijuna interno raseljenih osoba.